# Montguers
Montguers est une commune française située dans le département de la Drôme, en région Auvergne-Rhône-Alpes.

## Géographie

### Localisation
Montguers est situé à 21 km au nord-ouest de Séderon et à 20 km à l'est de Buis-les-Baronnies.

### Climat
Pour des articles plus généraux, voir Climat d'Auvergne-Rhône-Alpes et Climat de la Drôme.
En 2010, le climat de la commune est de type climat méditerranéen altéré, selon une étude du CNRS s'appuyant sur une série de données couvrant la période 1971-2000. En 2020, Météo-France publie une typologie des climats de la France métropolitaine dans laquelle la commune est exposée à un climat de montagne ou de marges de montagne et est dans la région climatique  Alpes du sud, caractérisée par une pluviométrie annuelle de 850 à 1 000 mm, minimale en été. 
Pour la période 1971-2000, la température annuelle moyenne est de 11,1 °C, avec une amplitude thermique annuelle de 16,8 °C. Le cumul annuel moyen de précipitations est de 942 mm, avec 7 jours de précipitations en janvier et 4,7 jours en juillet. Pour la période 1991-2020, la température moyenne annuelle observée sur la station météorologique de Météo-France la plus proche, « St-Auban »sur la commune de Saint-Auban-sur-l'Ouvèze à 3 km à vol d'oiseau, est de 11,6 °C et le cumul annuel moyen de précipitations est de 790,0 mm,. Pour l'avenir, les paramètres climatiques de la commune estimés pour 2050 selon différents scénarios d'émission de gaz à effet de serre sont consultables sur un site dédié publié par Météo-France en novembre 2022.

## Urbanisme

### Typologie
Au 1er janvier 2024, Montguers est catégorisée commune rurale à habitat très dispersé, selon la nouvelle grille communale de densité à 7 niveaux définie par l'Insee en 2022.
Elle est située hors unité urbaine et hors attraction des villes,.

### Occupation des sols
L'occupation des sols de la commune, telle qu'elle ressort de la base de données européenne d’occupation biophysique des sols Corine Land Cover (CLC), est marquée par l'importance des forêts et milieux semi-naturels (91,9 % en 2018), une proportion identique à celle de 1990 (91,9 %). La répartition détaillée en 2018 est la suivante : 
forêts (38,4 %), milieux à végétation arbustive et/ou herbacée (36,8 %), espaces ouverts, sans ou avec peu de végétation (16,7 %), zones agricoles hétérogènes (8,1 %). L'évolution de l’occupation des sols de la commune et de ses infrastructures peut être observée sur les différentes représentations cartographiques du territoire : la carte de Cassini (XVIIIe siècle), la carte d'état-major (1820-1866) et les cartes ou photos aériennes de l'IGN pour la période actuelle (1950 à aujourd'hui).

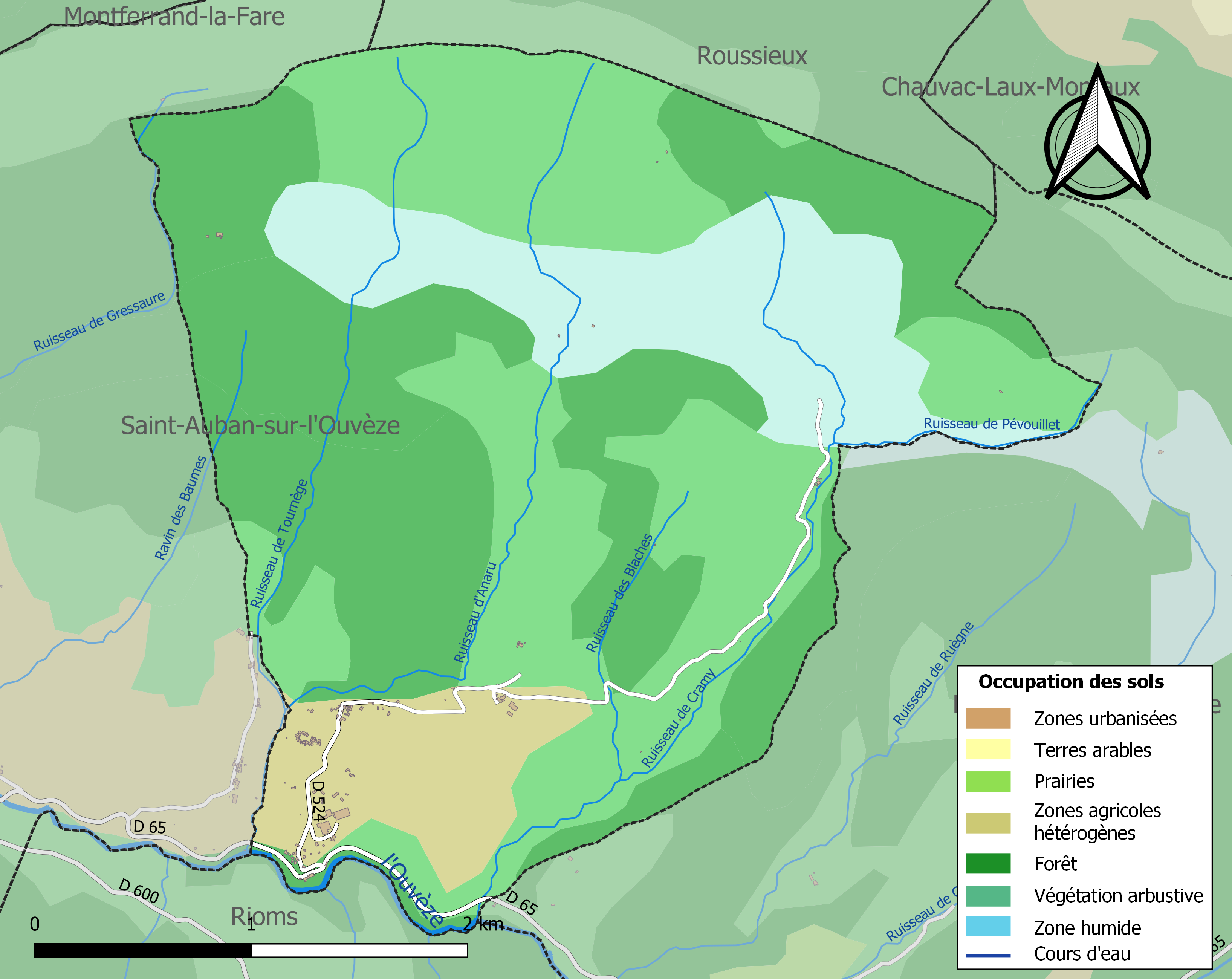
Carte des infrastructures et de l'occupation des sols de la commune en 2018 (CLC).

## Toponymie

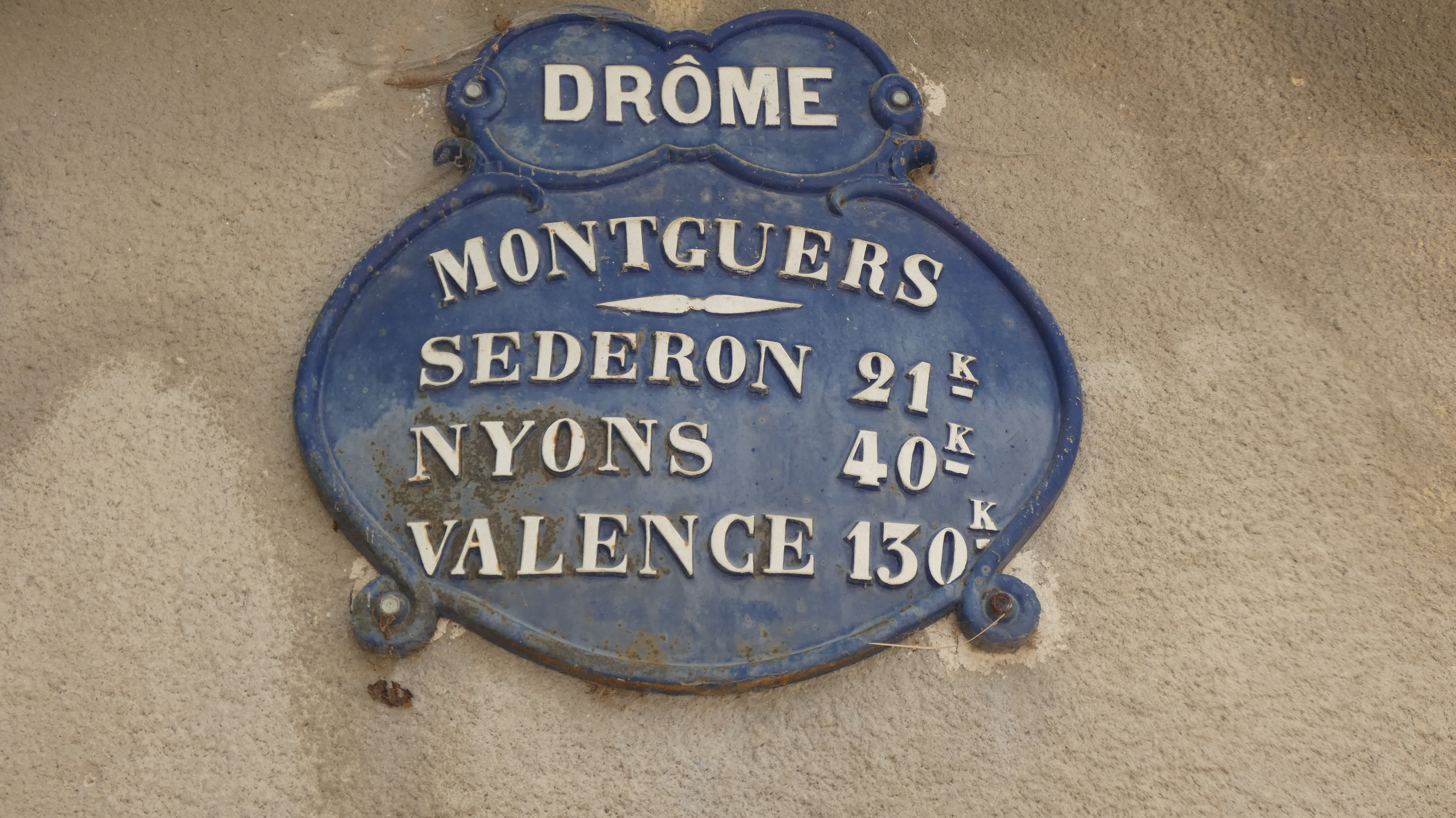
Plaque de distances légales de Montguers.

### Attestations
Dictionnaire topographique du département de la Drôme :
- 1250 : Ad Montem Garsum (cartulaire de Saint-Victor, 1128).
- 1276 : Castrum de Monte Guerso de Valle Guina (Inventaire des dauphins, 224).
- 1283 : Castrum de Monte Gerso (Inventaire des dauphins, 235).
- 1284 : Castrum de Monte Guersio (Valbonnais, II, 118).
- 1294 : Castrum Montis Guersii (Inventaire des dauphins, 231).
- 1453 : De Monte Guercio (archives de la Drôme, E 2976).
- 1513 : Locus Montisguerci (Doc. hist. inéd., IV, 350).
- 1516 : mention de la paroisse : Cura Montis Guerri (pouillé de Gap).
- 1891 : Montguers, commune du canton de Séderon.

### Étymologie
Le toponyme serait formé du latin mons-montis « mont, élévation », et du provençal guèrs,  « tors, gauche », apparenté au français « gauche », d'origine germanique[réf. nécessaire].

## Histoire

### Antiquité: les Gallo-romains
Découverte d'objets et de monnaies antiques.

### Du Moyen Âge à la Révolution
La seigneurie :
- Au point de vue féodal, Montguers était une terre de la baronnie de Montauban.
- 1276 : la terre appartient aux Montbrun.
- 1294 : elle appartient aux Ancezune.
- 1334 : elle appartient aux Olivier qui la possède encore en 1413.
- Vers 1435 : passe aux (des) Moulins.
- 1502 : passe aux Martin.
- Vers 1640 : passe (par héritage) aux Guichard.
- (non daté) : elle appartient aux Gautier.
- 1754 : vendue aux Cohorn de la Palun.
- 1764 : elle appartient aux Bonnaud d'Archimbaud, derniers seigneurs.

XVIe siècle : le vieux village est abandonné.
Avant 1790, Montguers était une communauté de l'élection de Montélimar et de la subdélégation et du bailliage du Buis, formant une paroisse du diocèse de Gap, dont les dîmes appartenaient au curé du lieu.

### De la Révolution à nos jours
En 1790, la commune est comprise dans le canton de Montauban. Elle fait partie du canton de Séderon depuis la réorganisation de l'an VIII.
Le 28 juin 1866, la commune subit un violent orage. Le Cramy, torrent affluent de l'Ouvèze long de 4,5 km et coulant dans la combe du Brusset, sort de son lit et inonde les champs et les cabanes où s'étaient réfugiés les fermiers surpris en plein travail. La crue fait six morts.

## Politique et administration

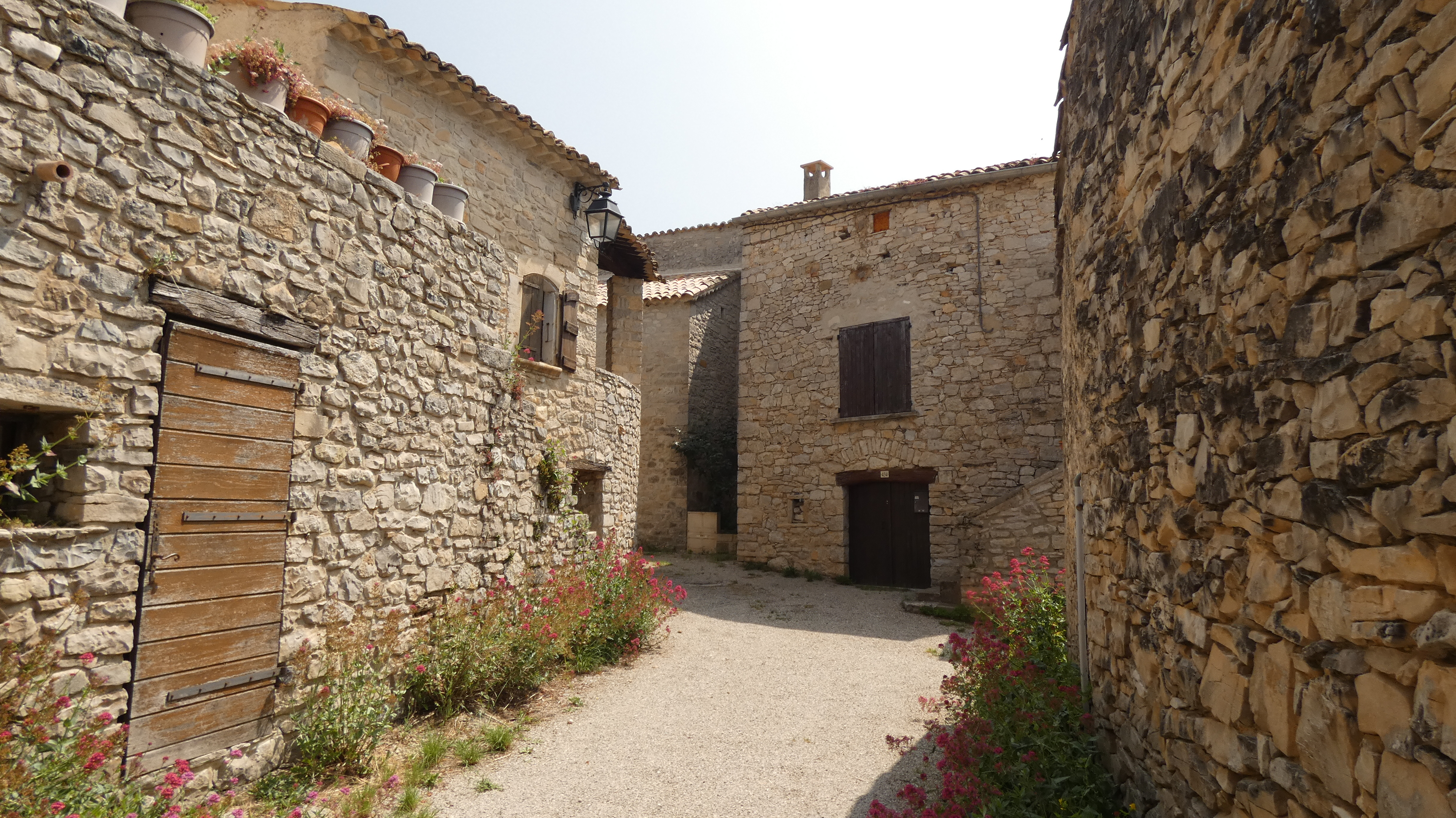
Ruelle de Montguers le Haut.

### Liste des maires
| Période                                  | Période                        | Identité                     | Étiquette | Qualité |
| ---------------------------------------- | ------------------------------ | ---------------------------- | --------- | ------- |
| Les données manquantes sont à compléter. |                                |                              |           |         |
| 1804                                     | 1808                           | Jean-Pierre Arnous           |           |         |
| 1826                                     | 1841                           | Pierre Joseph Antoine Arnoux |           |         |
|                                          |                                |                              |           |         |
| mars 2008                                | En cours (au 20 novembre 2014) | Géraud Bontoux               | DVG       | Employé |

### Rattachements administratifs et électoraux
Jusqu'en mars 2015, la commune dépendait du canton de Séderon. À la suite du redécoupage des cantons du département, Montguers est rattachée au canton de Nyons et Baronnies.

## Population et société

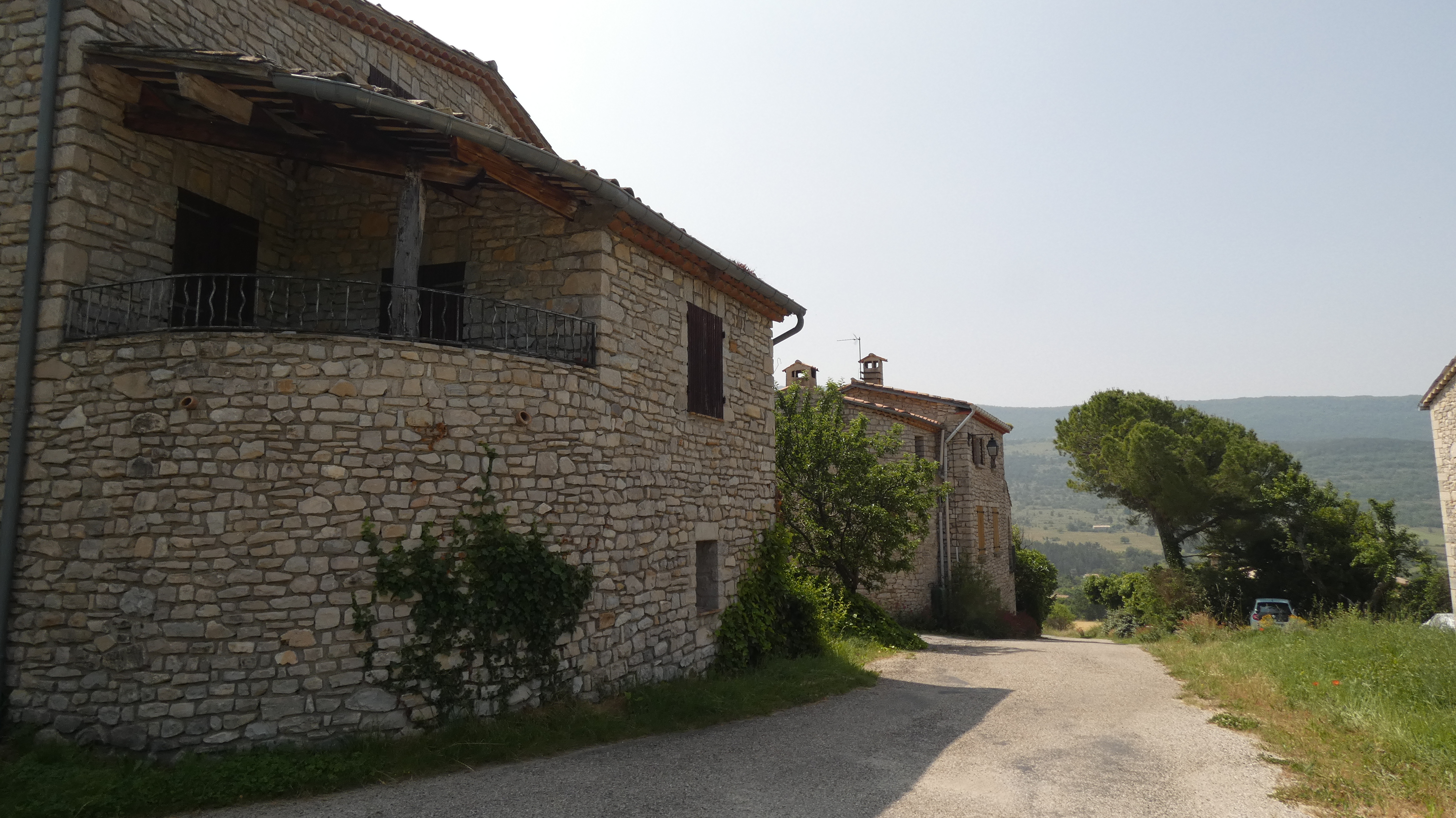
Maison à Montguers le Haut.

### Démographie
L'évolution du nombre d'habitants est connue à travers les recensements de la population effectués dans la commune depuis 1793. Pour les communes de moins de 10 000 habitants, une enquête de recensement portant sur toute la population est réalisée tous les cinq ans, les populations de référence des années intermédiaires étant quant à elles estimées par interpolation ou extrapolation. Pour la commune, le premier recensement exhaustif entrant dans le cadre du nouveau dispositif a été réalisé en 2008.

En 2022, la commune comptait 44 habitants, en évolution de +2,33 % par rapport à 2016 (Drôme : +2,64 %, France hors Mayotte : +2,11 %).
| 1793 | 1800 | 1806 | 1821 | 1831 | 1836 | 1841 | 1846 | 1851 |
| ---- | ---- | ---- | ---- | ---- | ---- | ---- | ---- | ---- |
| 223  | 192  | 248  | 262  | 295  | 271  | 298  | 285  | 251  |

| 1856 | 1861 | 1866 | 1872 | 1876 | 1881 | 1886 | 1891 | 1896 |
| ---- | ---- | ---- | ---- | ---- | ---- | ---- | ---- | ---- |
| 251  | 243  | 236  | 217  | 218  | 200  | 181  | 152  | 139  |

| 1901 | 1906 | 1911 | 1921 | 1926 | 1931 | 1936 | 1946 | 1954 |
| ---- | ---- | ---- | ---- | ---- | ---- | ---- | ---- | ---- |
| 150  | 155  | 143  | 90   | 72   | 70   | 53   | 61   | 45   |

| 1962 | 1968 | 1975 | 1982 | 1990 | 1999 | 2006 | 2008 | 2013 |
| ---- | ---- | ---- | ---- | ---- | ---- | ---- | ---- | ---- |
| 39   | 39   | 58   | 56   | 50   | 55   | 57   | 58   | 44   |

| 2018 | 2022 | - | - | - | - | - | - | - |
| ---- | ---- | - | - | - | - | - | - | - |
| 47   | 44   | - | - | - | - | - | - | - |

### Manifestations culturelles et festivités
Fête : le 19 septembre ou le dimanche suivant.

## Économie
En 1992 : lavande (coopérative et distillerie), plates aromatiques, arbres fruitiers, apiculture (miel).

## Culture locale et patrimoine

### Lieux et monuments
- Ruines de l'ancien village abandonné au XVIe siècle[13].
- Église Saint-Arnoux de Montguers du XVIIe siècle : toile du XVIIIe siècle[13].
- Chapelle Saint-Arnoux[réf. nécessaire].
- Moulin[réf. nécessaire].

### Patrimoine culturel
- Musée de la Lavande et des Arômes[13].

### Patrimoine naturel
- Fontaine de Cramy : sources minérales exploitées jadis[13].
- Source des Prés de Casset[13].

### Héraldique, logotype et devise
|  | Montguers possède des armoiries dont l'origine et le blasonnement exact ne sont pas disponibles. |